# Resolutie 805 Veiligheidsraad Verenigde Naties
Resolutie 805 van de Veiligheidsraad van de Verenigde Naties is op 4 februari 1993 unaniem aangenomen.

## Achtergrond
Manfred Lachs was een Pools diplomaat en jurist die in 1914 werd geboren. Hij werkte eerste voor de Poolse overheid en daarna als vertegenwoordiger van zijn land bij de Verenigde Naties, waar hij een grote invloed heeft gehad op het internationale recht. Hij zetelde van 1967 tot zijn dood in 1993 als rechter in het Internationaal Gerechtshof en was er voorzitter tussen 1973 en 1976. Zijn ambtstermijn zou in februari 1994 afgelopen zijn.

## Inhoud
De Veiligheidsraad:
- betreurt het overlijden van rechter Lachs op 14 januari;
- merkt op dat er een positie bij het Internationaal Gerechtshof is vrijgekomen voor de rest van de ambtstermijn die volgens het Statuut van het Hof moet worden ingevuld;
- merkt op dat de datum van de verkiezingen om de positie in te vullen moet worden vastgelegd door de Veiligheidsraad;
- beslist dat de verkiezing zal plaatsvinden op 10 mei op een vergadering van de Veiligheidsraad en een vergadering van de Algemene Vergadering tijdens diens 47ste sessie.

## Verwante resoluties
- Resolutie 627 Veiligheidsraad Verenigde Naties (1989)
- Resolutie 708 Veiligheidsraad Verenigde Naties (1991)
- Resolutie 951 Veiligheidsraad Verenigde Naties (1994)
- Resolutie 979 Veiligheidsraad Verenigde Naties (1995)

Lijst ·  800 ·  801 ·  802 ·  803 ·  804 ·  805 ·  806 ·  807 ·  808 ·  809 ·  810 ·  811 ·  812 ·  813 ·  814 ·  815 ·  816 ·  817 ·  818 ·  819 ·  820 ·  821 ·  822 ·  823 ·  824 ·  825 ·  826 ·  827 ·  828 ·  829 ·  830 ·  831 ·  832 ·  833 ·  834 ·  835 ·  836 ·  837 ·  838 ·  839 ·  840 ·  841 ·  842 ·  843 ·  844 ·  845 ·  846 ·  847 ·  848 ·  849 ·  850 ·  851 ·  852 ·  853 ·  854 ·  855 ·  856 ·  857 ·  858 ·  859 ·  860 ·  861 ·  862 ·  863 ·  864 ·  865 ·  866 ·  867 ·  868 ·  869 ·  870 ·  871 ·  872 ·  873 ·  874 ·  875 ·  876 ·  877 ·  878 ·  879 ·  880 ·  881 ·  882 ·  883 ·  884 ·  885 ·  886 ·  887 ·  888 ·  889 ·  890 ·  891 ·  892